# Готфрид Келер (награда)
Литературната награда „Готфрид Келер“ (на немски: Gottfried-Keller-Preis) е учредена през 1921 г. от фондация „Мартин Бодмер“, Швейцария по случай 102-рата годишнина от рождението на Готфрид Келер.
По правило отличието се присъжда на всеки три години, а паричната премия е в размер на 25 000 швейцарски франка.
Същевременно фондацията присъжда почетни дарения на заслужили писатели и литературни преводачи.

## Носители на наградата (подбор)
- Шарл-Фердинан Рамю (1927)
- Херман Хесе (1936)
- Макс Рихнер (1956)
- Емил Щайгер (1962)
- Голо Ман (1969)
- Елиас Канети (1977)
- Макс Верли (1979)
- Филип Жакоте (1981)
- Херман Ленц (1983)
- Ерика Буркарт (1992)
- Герхард Майер (1994)
- Петер Биксел (1999)
- Агота Кристоф (2001)
- Клаус Мерц (2004)
- Геролд Шпет (2010)
- Адолф Мушг и Томас Хюрлиман (2019)